# Cleomia guareschii
Cleomia guareschii is een insectensoort uit de familie Embiidae, die tot de orde webspinners (Embioptera) behoort. De soort komt voor in Sardinië en Spanje, met name op Mallorca.
Cleomia guareschii is voor het eerst wetenschappelijk beschreven door Stefani in 1953.